# シルキーズプラス
シルキーズプラス（英: SILKY'S PLUS、略称：シルプラ）は、株式会社ナイトウィンドのアダルトゲームブランド。
本項では関連ブランドの「シルキーズSAKURA」（シルキーズサクラ）や「しるき〜ずこねくと」についても記述する。

## 概要
2014年まで株式会社エルフやその関連ブランドであるシルキーズに所属していた開発スタッフたちが独立し、それに先んじて2013年11月に設立されていた株式会社ナイトウィンドのもとで2014年6月17日に立ち上げた。その後、同年10月3日には関連ブランドのシルキーズSAKURAを立ち上げている。
シルキーズ初期、MS-DOS時代より業界最高峰と高い評価を受けていたグラフィックの塗り技術は、独立後も健在である。シルキーズプラスの方は企画ごとに分かれた各開発チームに食材名が付けられており、それがサブブランドの役割も果たしている。
シルキーズプラス系は読み応えのあるシナリオの作品、シルキーズSAKURAはエロ重視であり、「プラス」と「SAKURA」を繋ぐ（コネクト）ブランドとして誕生したのが「しるき〜ずこねくと」である。

## 作品一覧

### シルキーズプラス
| 発売日 | 発売日   | タイトル                                      | 開発チーム | 備考                  |
| ------ | -------- | --------------------------------------------- | ---------- | --------------------- |
| 2014年 | 9月26日  | なないろリンカネーション                      | WASABI     |                       |
| 2015年 | 6月26日  | 根雪の幻影 白花荘の人々                       | A5和牛     |                       |
| 2016年 | 3月25日  | あけいろ怪奇譚                                | WASABI     |                       |
| 2017年 | 7月28日  | 景の海のアペイリア                            | DOLCE      |                       |
| 2017年 | 12月22日 | 景の海のアペイリア 〜カサブランカの騎士〜     | DOLCE      |                       |
| 2018年 | 3月30日  | バタフライシーカー                            | A5和牛     |                       |
| 2018年 | 8月31日  | バタフライシーカー 〜カオス・ナイトメア〜     | A5和牛     |                       |
| 2018年 | 12月21日 | 言の葉舞い散る夏の風鈴                        | DOLCE      |                       |
| 2019年 | 4月26日  | 缶詰少女ノ終末世界                            | N/A        |                       |
| 2019年 | 9月27日  | きまぐれテンプテーション                      | WASABI     |                       |
| 2021年 | 2月26日  | 同級生 リメイク                               | N/A        | 開発協力              |
| 2021年 | 7月30日  | 缶詰少女ノ終末世界 ～アナザー＜八乙女華江編＞ | N/A        | FANZAダウンロード専売 |
| 2021年 | 9月24日  | ふゆから、くるる。                            | N/A        |                       |
| 2024年 | 11月29日 | きまぐれテンプテーション2                     | WASABI     |                       |
|        |          | リルカは幾重に夜を彩る                        |            |                       |

### シルキーズSAKURA
| 発売年 | 発売日   | タイトル                                                                                                 | 備考 |
| ------ | -------- | --- | ---- |
| 2014年 | 11月28日 | いれかわ〜お姉ちゃん、ぼくの身体でオナニーしちゃうの!?〜                                                 |      |
| 2015年 | 2月27日  | 堕ちていく新妻〜ごめんなさいアナタ…私もう……でも、愛してる〜                                              |      |
| 2015年 | 10月30日 | 堕ちていく聖戦使 ルナティックエンジェルズ〜私の淫らなココロ、覗かれたら……もぅ我慢できない……〜            |      |
| 2016年 | 7月29日  | 借り妻－今夜、兄嫁と寝ます－                                                                             |      |
| 2016年 | 11月25日 | ママのおっぱい〜俺の童貞ミルクが搾り取られた件〜                                                         |      |
| 2017年 | 4月28日  | 堕とされた美姉妹〜どうかその娘だけは助けて下さい〜                                                       |      |
| 2017年 | 10月27日 | 夫の居ぬ間に…〜わたし脅されて、あなたに言えないコトしました〜                                            |      |
| 2018年 | 4月6日   | 痴漢狂〜ガチ使えるアプリでムチムチ巨乳尻を揉んで触って！ アクメ顔でイカせたい!!〜                        |      |
| 2018年 | 6月22日  | 痴漢狂2〜激ヤバアプリで強気なアノ娘のメガパイヒップを虐めて！ アヘ顔アクメで堕としたい!!〜               |      |
| 2018年 | 8月24日  | 痴漢狂3〜鬼エロアプリでデキる女の極上ワガママボディを犯って！ヤられて！！スケベ汁噴かせて啼かせたい!!!〜 |      |
| 2018年 | 12月14日 | 背徳と欲望の間で 〜罪悪に濡れるオンナ〜                                                                  |      |
| 2020年 | 9月25日  | 催眠奪女〜全てが僕の自由になる世界へようこそ〜 朝霧架純編                                                |      |
| 2021年 | 3月26日  | 催眠奪女2 〜全てが僕の自由になる世界へようこそ〜 三門梓編                                                |      |
| 2022年 | 1月28日  | 催眠奪女3 〜全てが僕の自由になる世界へようこそ〜 栗原静琉編                                              |      |
| 2023年 | 2月24日  | 催眠奪女4 〜全てが僕の自由になる世界へようこそ〜 天王寺歌恋編                                            |      |
| 2023年 | 9月29日  | 催眠奪女Set～全てが僕の自由になる世界へようこそ～                                                        |      |
| 2024年 | 5月31日  | 淫魔淫姦 ～触手と合体して思い通りにやり返す～                                                            |      |

### しるき〜ずこねくと
| 発売年 | 発売日  | タイトル                                                  | 備考 |
| ------ | ------- | --------------------------------------------------------- | ---- |
| 2022年 | 9月30日 | ホームメイドスイートピー                                  |      |
| 2024年 | 9月27日 | 先輩が私の妄想にドージンする?! 〜ボディータッチにご用心〜 |      |